# Lim Ji-yeon
Lim Ji-yeon (임지연?, Im Ji-yeonLR, Im ChiyŏnMR; 23 giugno 1990) è un'attrice sudcoreana, nota per la sua interpretazione nel film Ingan jungdok.

## Biografia
Inizia la propria carriera nel 2014 grazie all'interpretazione nel film erotico Ingan jungdok di Kim Dae-woo, dove è protagonista a fianco di Song Seung-heon. Ricordando alcune scene di nudo al suo interno, l'attrice afferma più tardi di non esserne rimasta infastidita ma di aver piuttosto "realizzato un sogno". L'anno seguente appare invece nel film storico Gansin, diretto da Min Kyu-dong, e debutta in televisione come protagonista della serie Sangnyusahoe, a fianco di Uee, Sung Joon e Park Hyung-sik.
Dopo essere apparsa nei drama Daebak e Doctors, nel 2016 continua i suoi impegni televisivi interpretando la protagonista della fortunata serie Bur-eora Mi-pung-a, trasmessa per un totale di sei mesi. L'ottobre dello stesso anno è inclusa nel cast del film Luck Key, assieme a Yoo Hae-jin, Lee Joon e Jo Yoon-hee.

## Filmografia

### Cinema
- Jaenan-yeonghwa (재난영화?), regia di Nam Dal-hyun (2011) – cortometraggio
- Pokerface Girl (포커페이스 걸?, Pokeope-iseu geolLR), regia di Kim Gun (2012) – cortometraggio
- Wiro (위로?) (2013) – cortometraggio
- Nongdam (농담?), regia di Choi Si-hyung (2013) – cortometraggio
- 9wor-i jinamyeon (9월이 지나면?), regia di Ko Hyung-dong (2013) – cortometraggio
- Ingan jungdok (인간중독?), regia di Kim Dae-woo (2014)
- Seour yeon-ae (서울연애?), regia di Choi Si-hyung, Hyeon-cheol Jo, Lee Woo-jung, Jung Jae-hoon, Lee Jeong-hong, Jung Hyuk-ki e Kim Tae-yong (2014)
- Gansin (간신?), regia di Min Kyu-dong (2015)
- Luck Key (럭키?), regia di Lee Gae-byok (2016)

### Televisione
- Sangnyusahoe (상류사회?) – serie TV (2015)
- Daebak (대박?) – serie TV (2016)
- Doctors (닥터스?) – serie TV (2016)
- Bur-eora Mi-pung-a (불어라 미풍아?) – serie TV (2016-2017)
- Mojito (모히또?) – serie TV (2017)
- The Glory – serie TV (2022)
- La casa di carta: Corea (2022)
- Il voto della morte (국민사형투표?, GungminsahyeongtupyoLR) – serie TV (2023)